# Cao nguyên Vân Hòa
Cao nguyên Vân Hòa là một cao nguyên nằm trên vùng núi Trường Sơn ở trung tâm tỉnh Phú Yên, Việt Nam.
Cao nguyên này nằm trên địa bàn 3 xã: Sơn Định, Sơn Long, Sơn Xuân thuộc huyện Sơn Hòa và một phần huyện Tuy An, có độ cao trung bình khoảng 400 m so với mặt nước biển. Địa hình thoải dần từ tây, tây bắc về đông nam. Khí hậu quanh năm mát mẻ, nhiệt độ trung bình là 24 °C. Hướng gió chủ đạo là đông nam và tây nam, ít khi có gió to bão lớn. Lượng mưa trung bình của cao nguyên từ 1.700–1.900 mm, mưa nhiều vào mùa đông.
Cao nguyên Vân Hòa là miền đất đỏ bazan giàu tiềm năng được hình thành do quá trình phun trào núi lửa, còn nguyên sơ, có thảm thực vật phong phú, rừng nhiệt đới đồi núi thấp bao phủ 28% đất tự nhiên. Rừng có nhiều loài gỗ quý, nhiều loài hoa và động vật có giá trị, đất đai và khí hậu thích nghi với canh tác cây họ Đậu.
Vân Hòa cũng là nơi có nhiều di tích lịch sử, tiêu biểu là Nhà thờ Bác Hồ được xây dựng vào năm 1969. Đây là nơi nhân dân Phú Yên chức làm lễ truy điệu khi Chủ tịch Hồ Chí Minh qua đời, từ đó trở thành nơi tưởng niệm Bác cho đến ngày miền Nam hoàn toàn giải phóng. Sau khi được xếp hạng là di tích lịch sử quốc gia vào năm 2008, Nhà thờ Bác Hồ đã được tu bổ tôn tạo khang trang trên diện tích khuôn viên 0,5 ha. Du khách thường tới đây để dâng hương tưởng niệm Bác, tìm hiểu lịch sử tại phòng truyền thống, phòng trưng bày liên quan đến khu căn cứ kháng chiến của tỉnh Phú Yên trong cuộc kháng chiến chống Mỹ.